# Dicraeus ischaemi
Dicraeus ischaemi är en tvåvingeart som beskrevs av Kanmiya 1971. Dicraeus ischaemi ingår i släktet Dicraeus och familjen fritflugor. Inga underarter finns listade i Catalogue of Life.